# Public
Pour les articles homonymes, voir Public (homonymie).
« Spectateur » redirige ici. Pour la créature fantastique, voir Tyrannœil.
En sociologie, le public est l'ensemble des personnes qui s'intéressent à une œuvre intellectuelle, littéraire, artistique, journalistique par exemple.

## Définitions
Le public désigne les lecteurs d'un livre ou d'un journal, les spectateurs d'une pièce de théâtre ou d'un film, les téléspectateurs d'une émission de télévision, les internautes qui surfent sur internet. On parle aussi dans ce cas d'assistance ou d'auditoire. Le terme « public » prend ce sens-là dès la fin du XVIIe siècle.
Selon Yves Citton, le public est une « collection d’individus apparemment autonomes et indépendants, qui ne se connaissent et ne se voient pas (contrairement à une foule), mais qui tendent malgré cette séparation spatiale à penser et à agir de la même façon, parce qu’ils « se retrouvent » circulairement dans les médias qui informent leur sensibilité et leur idéologie, selon une logique qui relève des lois du marché davantage que d’un contrôle politique direct ».
Le public est également l'ensemble des gens qui fréquentent les commerces, les administrations, les transports publics, etc., en général les services qui, précisément, sont ouverts au public. On parle aussi dans ce cas de clientèle ou d'usagers[réf. nécessaire].
C'est plus généralement l'ensemble des habitants d'une région, d'un pays, voire du monde.
Le public est une masse de gens non structurée, mais dont le comportement permet de déceler des tendances dans l'opinion, les idées, la mode, etc. Pour connaître ces courants d'idées, on recourt aux sondages d'opinion, qui permettent de préciser les tendances de l'opinion publique par exemple[réf. nécessaire].
Le terme « public » désigne aussi souvent :
- le secteur public, c'est-à-dire l'ensemble des administrations et entreprises gérées, directement ou indirectement par l'État et les collectivités locales, par opposition au privé (le secteur privé) ;
- le grand public qui est le public sans spécificité particulière.

## Un objet de recherche pour les sciences humaines et sociales
De 2012 à 2017, le Centre de recherche sur les médiations (Crem) de l'université de Lorraine a consacré une partie significative de ses travaux à un projet intitulé « Faire public ».
C'est dans le cadre de ce projet que le Crem inaugure en 2016 un dictionnaire interdisciplinaire et collaboratif en ligne sur la notion de public nommé Publictionnaire. Dictionnaire encyclopédique et critique des publics qui publie de courtes notices rédigées par des experts du domaine issus de différents établissements français et étrangers à destination des « chercheur·se·s, […] étudiant·e·s mais aussi […] professionnel·le·s impliqué·e·s dans la réflexion sur les publics (culture, éducation, médias, politique, sciences…) ». Le dictionnaire est structuré autour de 5 grandes catégories : « acteurs et métiers », « dispositifs et lieux », « genres et discours », « notions et théories » et « pratiques et usages ».
En 2020, le Publictionnaire compte plus de 300 notices rédigées par plus de 220 auteurs.